# Зиков Валерій Борисович
Валерій Борисович Зиков (рос. Валерий Борисович Зыков, нар. 24 лютого 1944, Горький) — радянський футболіст, що грав на позиції лівого захисника. Майстер спорту (1967), майстер спорту міжнародного класу (1972).
Виступав за «Динамо» (Москва), а також національну збірну СРСР.

## Клубна кар'єра
Вихованець юнацької клубної команди «Локомотив» (1958—1960) та клубної команди «Трудові резерви» (1961—1962) з рідного міста Горький. Перший тренер — Лев Новіков. З 1963 року виступав за дублюючу команду «Волга» (Горький).
В червні 1965 року перейшов до клубу «Динамо» (Москва), представники якого помітили перспективного хлопця під час виступів за збірну РРФСР під час поїздки по Болгарії. У столичній команді теж спочатку грав за резервістів. Дебютував в чемпіонаті СРСР 27 квітня 1966 року у домашньому матчі з московським «Локомотивом» (1:0). Більшість часу, проведеного у складі московського «Динамо», був основним гравцем захисту команди, провівши за клуб 213 матчів, забивши один гол. У 1967 році виграв з командою Кубок Радянського Союзу, а 1970 році повторив це досягнення. У цих же роках він також ставав срібним призером країни.
Капітан «Динамо» (1971—1972), у цьому статусі у 1972 році він зіграв у фіналі Кубка володарів кубків, програвши шотландському «Рейнджерсу» (2:3). Загалом за кар'єру зіграв 11 ігор у єврокубках — 8 у тому Кубку володарів кубків 1971/72 і ще три у Кубку УЄФА 1974/75. 13 липня 1974 року в Ленінграді проти «Зеніту» (3:3) зіграв свій ювілейний 200-й матч у першості країни за московське «Динамо», ставши лише восьмим гравцем в історії клубу якому це вдалося.
Завершив кар'єру футболіста виступами за «Динамо» у 1975 році. Після закінчення гри в футбол працював в апараті Комітету державної безпеки (1976—1992). З 1993 року працює в ФК «Динамо» (Москва).

## Виступи за збірну
6 травня 1970 року дебютував в офіційних іграх у складі національної збірної СРСР у товариському матчі проти Болгарії (0:0). Того ж місяця поїхав з командою на чемпіонат світу 1970 року у Мексиці, де на поле не виходив, а його команда вилетіла у чвертьфіналі.
1971 року зіграв ще три матчі за збірну в рамках відбору на чемпіонат Європи 1972 року, які стали останніми для гравця у червоній футболці. Також зіграв два матчі за олімпійську збірну СРСР в 1971 році зі збірної Нідерландів (4:0 і 0:0).

## Титули і досягнення
- Срібний призер чемпіонату СРСР: 1967, 1970
- Бронзовий призер чемпіонату СРСР: 1973
- Володар Кубка СРСР: 1967, 1970
- У списках 33-х кращих футболістів СРСР (5 разів): № 1 — в 1968, 1970, 1971 і № 3 — в 1967, 1969[5].